# تحالف القوى الفلسطينية
صيغة جبهوية يطلق عليها أيضاً اسم تحالف الفصائل العشرة. أعلن عن قيامه عبر مؤتمر صحافي عقدته الفصائل الفلسطينية في مقر الخالصة التابع للجبهة الشعبية/ القيادة العامة في مخيم اليرموك، وذلك بعد فترة وجيزة من توقيع اتفاق أوسلو في 13/ 9/ 1993 ومن موقع المعارضة لمسار التسوية التي انطلقت من مدريد عام 1991، وتشكل التحالف من:
الجبهة الشعبية لتحرير فلسطين ، الجبهة الشعبية لتحرير فلسطين - القيادة العامة، جبهة النضال الشعبي الفلسطيني (جناح خالد عبد المجيد)، منظمة الصاعقة (طلائع حرب التحرير الشعبية)، الحزب الشيوعي الفلسطيني الثوري، الجبهة الديمقراطية لتحرير فلسطين، حركة فتح الانتفاضة، جبهة التحرير الفلسطينية (جناح أبو نضال الأشقر).
إضافة إلى حركتي حماس والجهاد الإسلامي. وخرجت كل من الجبهتين الشعبية والديمقراطية من التحالف عام 1998. وتراجعت صيغة التحالف مع انطلاقة الانتفاضة الثانية في 28/ 9/ 2000، وتوحد القوى الفلسطينية في إطار القيادة الوطنية الموحدة للانتفاضة.

## المصدر
```
كتاب:العنب والرصاص - تأليف 
علي بدوان
-
دمشق
 2006
```